# Élections régionales de 2022 au Tyrol
Les élections régionales de 2022 au Tyrol (en allemand : Landtagswahl in Tirol 2022) se tiennent le 25 septembre 2022 dans le Land autrichien du Tyrol afin de renouveler les 36 sièges du Parlement régional, le Landtag. 
Le scrutin a lieu un peu moins de six mois avant la date prévue en raison du retrait annoncé de la vie politique du gouverneur Günther Platter.
Le recul subis par le Parti populaire autrichien (ÖVP) et Les Verts - L'Alternative verte (Grünen) conduit à la perte de la majorité absolue détenue par le gouvernement de coalition sortant, ouvrant la voix à des négociations en vue de la formation d'une nouvelle coalition.

## Contexte

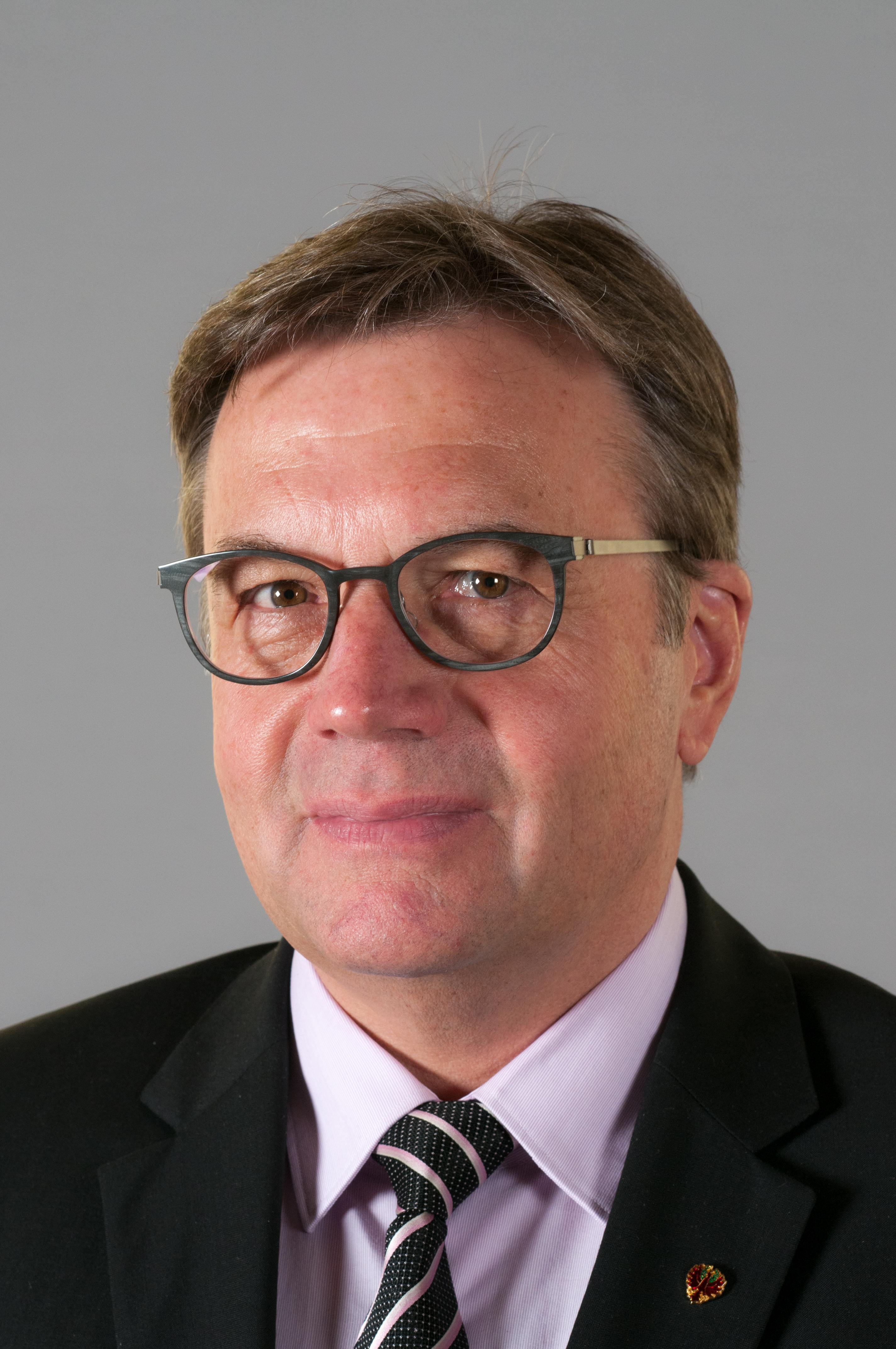
Günther Platter

Les élections régionales de février 2018 voient le Parti populaire autrichien (ÖVP) arriver de nouveau en tête avec des résultats en hausse aussi bien en nombre de voix que de sièges. Son allié au sein de la Schwarz-grüne Koalition, le parti Les Verts - L'Alternative verte (Grünen) est quant à lui en léger recul, perdant un siège sur les cinq qu'il détenait. Les deux partis conservant une confortable majorité de 21 sièges sur 36, la coalition est rapidement reconduite, permettant à Günther Platter de se maintenir au poste de gouverneur, ou Landeshauptmann. 
Courant juin 2022, cependant, Günther Platter rend public son intention de se retirer de la vie politique. L'ÖVP et Grünen s'accordent alors sur la tenue d'élections anticipées en septembre, le retrait de Platter devant intervenir à l'issue des élections. Il cède entretemps la tête de la section régionale de l'ÖVP à Anton Mattle,.

## Système électoral
Le Landtag du Tyrol est composé de 36 sièges pourvus pour cinq ans au scrutin proportionnel plurinominal avec listes bloquées dans neuf circonscriptions correspondant aux districts du Land. Le Seuil électoral exigé pour obtenir un siège est fixé à 5 % du total des votes valides à l'échelle du Land, ou un siège d'une circonscription de district. La clé de répartition proportionnelle se fait en premier lieu à la méthode de Hare au niveau des districts puis à la méthode d’Hondt au niveau du Land.

## Résultats

### Au niveau régional
|                        |                                                        |         |       |      |        |               |  |  |  |
| Parti                  | Parti                                                  | Voix    | %     | +/-  | Sièges | +/-           |  |  |  |
|                        | Parti populaire autrichien (ÖVP)                       | 119 167 | 34,71 | 9,55 | 14     | 3             |  |  |  |
|                        | Parti de la liberté d'Autriche (FPÖ)                   | 64 683  | 18,84 | 3,31 | 7      | 2             |  |  |  |
|                        | Parti social-démocrate d'Autriche (SPÖ)                | 60 009  | 17,48 | 0,23 | 7      | 1             |  |  |  |
|                        | Forum citoyen (FRITZ)                                  | 33 990  | 9,90  | 4,44 | 3      | 1             |  |  |  |
|                        | Les Verts - L'Alternative verte (Grünen)               | 31 598  | 9,20  | 1,47 | 3      | 1             |  |  |  |
|                        | NEOS - La nouvelle Autriche et le Forum libéral (NEOS) | 21 589  | 6,29  | 1,08 | 2      | en stagnation |  |  |  |
|                        | Humains - Liberté - Droits fondamentaux (MFG)          | 9 539   | 2,78  | Nv.  | 0      | en stagnation |  |  |  |
|                        | Parti communiste d'Autriche ( KPÖ)                     | 2 312   | 0,67  | Abs. | 0      | en stagnation |  |  |  |
|                        | Rejoindre - La liste pour tout le monde (MACH MIT)     | 453     | 0,13  | Nv.  | 0      | en stagnation |  |  |  |
|                        |                                                        |         |       |      |        |               |  |  |  |
| Votes valides          | Votes valides                                          | 343 340 | 98,68 |      |        |               |  |  |  |
| Votes blancs et nuls   | Votes blancs et nuls                                   | 4 577   | 1,32  |      |        |               |  |  |  |
| Total                  | Total                                                  | 347 917 | 100   | –    | 36     | en stagnation |  |  |  |
| Abstentions            | Abstentions                                            | 187 195 | 34,98 |      |        |               |  |  |  |
| Inscrits/Participation | Inscrits/Participation                                 | 535 112 | 65,02 |      |        |               |  |  |  |

## Analyse et conséquences
Bien qu'étant arrivé à se maintenir en tête des suffrages, le Parti populaire autrichien (ÖVP) connait ses pires résultats électoraux dans le land en réunissant moins de 35 % des voix, et quatorze sièges, soit trois de moins qu'en 2018. L'échec relatif est cependant moins important que ce qu'annonçait les sondages. L'ensemble des partis d'opposition progressent en nombre de voix, à l'exception de Les Verts - L'Alternative verte (Grünen), qui connait un recul et obtient trois sièges, contre quatre en 2018. Le Parti de la liberté d'Autriche (FPÖ) dépasse le Parti social-démocrate d'Autriche (SPÖ) et arrive en deuxième place en nombre de suffrages, mais les deux partis progressent en nombre de sièges et arrivent à égalité avec sept sièges chacun. 
Le recul subis par les deux partenaires du gouvernement de coalition ÖVP-Grünen conduit à la perte de sa majorité absolue, ouvrant la voix à des négociations en vue de la formation d'une nouvelle coalition. L'ensemble des partis se déclarent ouverts à participer au gouvernement. Le dirigeant de l'ÖVP, Anton Mattle, annonce cependant refuser de faire entrer le FPÖ au gouvernement.